# Гротенгельм, Максим Максимович
Максим Максимович Гротенгельм (нем. Magnus Johann von Grotenhielm; 8 мая 1789 — 15 ноября 1867) — генерал-лейтенант (23.03.1847) русской императорской армии, герой Наполеоновских войн 1812-1814 годов, покорения Кавказа и Венгерской кампании 1849 года.

## Биография
Родился в 1789 году. Образование получил в Дерптском университете, из которого в 1807 году перешёл на военную службу пятидесятником в Лифляндскую милицию; в 1807 году зачислен корнетом в Ольвиопольский гусарский полк.
В 1809—1811 годах Гритенгельм принимал участие в русско-турецкой войне на Балканском театре, находился в делах при блокаде и взятии Браилова, штурме Базарджика и Варны и в составе осадных корпусов под Шумлой и Рущуком.
Во время Отечественной войны 1812 года Гротенгельм отличился в сражениях при Борисове и на Березине. По изгнании Наполеона I из пределов России Гротенгельм был в Заграничном походе русской армии и сражался в Пруссии при Лютцене, Дрездене, Кенигсварте, Бауцене, Кульме, Лейпциге. В 1814 году он в чине ротмистра был в сражениях во Франции при Бар-сюр-Об, Арси-сюр-Об, Труа, Фер-Шампенуазе и завершил своё участие в Наполеоновских войнах штурмом Монмартрских высот Парижа, после чего был назначен адъютантом к принцу Евгению Вюртембергскому. 18 марта 1814 года Гротенгельм был награждён золотым оружием с надписью «За храбрость».
24 октября 1824 года подполковник Гротенгельм был назначен командиром Киевского драгунского (с 1826 гусарского) полка и в 1826 году произведён в полковники. 18 декабря 1830 года он за беспорочную выслугу 25 лет в офицерских чинах был награждён орденом Святого Георгия 4-й степени (№ 4432 по кавалерскому списку Григоровича — Степанова).
6 декабря 1834 года Гротенгельм был произведён в генерал-майоры и назначен командиром 2-й бригады 6-й кавалерийской дивизии, которой командовал до 1843 года.
В 1844—1845 годах Гротенгельм принимал участие в боевых действиях на Кавказе, где состоял по кавалерии. В Даргинском походе он был начальником кавалерии Чеченского и Дагестанского отрядов, а в сражении с горцами у горы Анчимеер командовал кавалерийским авангардом. Об этом эпизоде своей службы Гротенгельм в 1864 году опубликовал небольшой мемуар «Заметка на статью „Воспоминание об экспедиции в Дарго“» («Военный сборник», 1864, № 10).
В 1846 году получил в командование 2-ю уланскую дивизию и 23 марта 1847 года произведён в генерал-лейтенанты. Во главе этой дивизии он в 1849 году находился в походе в Венгрию. 17 января 1850 года Гротенгельм был пожалован орденом Святого Георгия 3-й степени (№ 472 по кавалерским спискам)
В воздаяние отличнаго мужества и благоразумных распоряжений, оказанных во время командования отдельным отрядом в Северной Трансильвании против мятежных Венгров и сверх того за приобретение в продолжении всей кампании 59 орудий, из коих было взято с бою пять.
Также за Венгерскую кампанию Гротенгельм получил австрийский орден Марии Терезии 3-й степени.
Вслед за тем Гротенгельм возглавил 3-ю лёгкую кавалерийскую дивизию и с открытием военных действий против турок участвовал в осаде Силистрии. 10 ноября 1854 года ему была пожалована золотая сабля, украшенная алмазами, с надписью «За храбрость». По прекращении военных действий на Дунае он был назначен командующим войсками в Одессе и между Днепром и Березанским лиманом.
В 1856 году Гротенгельм был назначен состоять по армейской кавалерии и скончался 15 ноября 1867 года. Похоронен на русском кладбище в Висбадене.

## Награды
- Золотой крест за взятие Базарджика (1810)
- Орден Святого Владимира 4-й степени с бантом (25 мая 1811)
- Орден Святой Анны 3-й (4-й) степени (4 мая 1812)
- Золотая сабля с надписью «За храбрость» (18 марта 1814)
- Орден Святой Анны 2-й степени (20 февраля 1814)
- Императорская корона к ордену Святой Анны 2-й степени (1 июля 1829)
- Орден Святого Георгия 4-й степени (18 декабря 1830) — за беспорочную выслугу 25 лет в офицерских чинах
- Орден Святого Владимира 3-й степени (31 октября 1831)
- Орден Святого Станислава 2-й степени со звездой (3 октября 1837)
- Орден Святой Анны 1-й степени (9 августа 1845)
- Императорская корона к ордену Святой Анны 1-й степени  (24 сентября 1847)
- Орден Белого орла (29 июля 1849)
- Орден Святого Георгия 3-й степени (17 января 1850)
- Орден Святого Владимира 2-й степени (17 октября 1851)
- Золотая сабля с надписью «За храбрость», украшенная алмазами (10 ноября 1854)
- Знак отличия беспорочной службы за XLV лет (22 августа 1859)

Иностранные:
- Прусский Pour le Mérite (1813)
- Нидерландский Военный орден Вильгельма 3-й степени (1849)
- Австрийский орден Железной короны 1-й степени (1850)
- Австрийский Военный орден Марии-Терезии 3-й степени (1850)
- Прусский орден Красного орла 2-й степени с бриллиантовой звездой (1851)
- Золотая корона к прусскому ордену Pour le Merite (1863)